# Râul Dicșan
Râul Dicșan este un afluent al râului Timișana. 

## Hărți
- Harta județului Timiș